# Album al numero uno nella Billboard 200 nel 1984

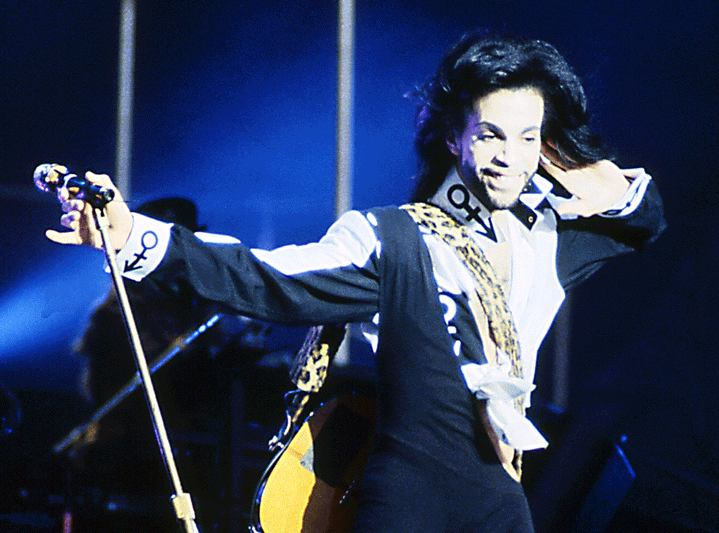
Purple Rain di Prince e i The Revolution è rimasta in vetta per 22 settimane nel 1984, vendendo più di 9 milioni di copie.

Di seguito è proposta la lista degli album al numero uno nella Billboard 200 nel 1984.
La Billboard 200, pubblicata settimanalmente dalla rivista Billboard, considera gli album e gli EP più venduti negli Stati Uniti. Prima che la Nielsen SoundScan iniziasse il tracciamento delle vendite nel 1991, Billboard stimava le vendite degli album chiedendo a campione i dati ai vari negozi della nazione, raccolti tramite telefono, fax o messaggio. I dati raccolti nei vari negozi si basavano principalmente sulla popolarità degli album e non sulle vendite effettive.
Sono stati solamente 5 gli album che hanno raggiunto la vetta della Billboard 200 nel 1984, il numero più basso della storia. Thriller, del cantante americano Michael Jackson, era già rimasto per 22 settimane in vetta alla classifica nel 1983, passandone altre 15 nel 1984 e diventando l'album più venduto negli Stati Uniti anche del 1984. Thriller è stato l'unico album ad essere il più venduto negli Stati Uniti per due anni consecutivi (1983–1984) fino a 21 di Adele che ci è riuscita nel 2011 e 2012.  Footloose, la colonna sonora del film Paramount, Footloose, è rimasto 10 settimane consecutive alla prima posizione della classifica, vendendo più di 7 milioni di copie e ricevendo la nomination alla 27ª edizione dei Grammy Awards per la miglior colonna sonora per i media visivi. La band rock Huey Lewis and the News ha pubblicato il loro terzo album, Sports, nel 1983. Nonostante le aspettative minime della casa discografica per via della presenza di altri album più popolari come Thriller e Born in the U.S.A, Sports è riuscita a raggiungere la vetta della Billboard 200 per una settimana e a vendere più di sei milioni di copie, raggiungendo la seconda posizione della classifica di fine anno del 1984.
Nel 1984, il cantautore Bruce Springsteen ha pubblicato il suo settimo album in studio, Born in the U.S.A.. L'album è rimasto in vetta alla classifica per quattro settimane, vendendo più di 7.5 milioni di copie. Purple Rain, la colonna sonora dell'omonimo film, è stato il primo album di Prince che è stato registrato insieme alla sua band, i The Revolution, la quale viene anche accreditata come autore dell'album. Purple Rain è rimasto in vetta per le ultime 22 settimane dell'anno, vendendo più di nove milioni di copie, vincendo anche il Grammy Awards per la miglior colonna sonora per i media visivi, ricevendo anche la nomination per l'Album dell'anno.

## Billboard 200
| † | Indica l'album con le migliori prestazioni del 1984 |

| Data         | Album              | Artista                   | Tot. sett. #1 | Fonti  |
| ------------ | ------------------ | ------------------------- | ------------- | ------ |
| 7 gennaio    | Thriller †         | Michael Jackson           | 37            | [ 12 ] |
| 14 gennaio   | Thriller †         | Michael Jackson           | 37            | [ 13 ] |
| 21 gennaio   | Thriller †         | Michael Jackson           | 37            | [ 14 ] |
| 28 gennaio   | Thriller †         | Michael Jackson           | 37            | [ 15 ] |
| 4 febbraio   | Thriller †         | Michael Jackson           | 37            | [ 16 ] |
| 11 febbraio  | Thriller †         | Michael Jackson           | 37            | [ 17 ] |
| 18 febbraio  | Thriller †         | Michael Jackson           | 37            | [ 18 ] |
| 25 febbraio  | Thriller †         | Michael Jackson           | 37            | [ 19 ] |
| 3 marzo      | Thriller †         | Michael Jackson           | 37            | [ 20 ] |
| 10 marzo     | Thriller †         | Michael Jackson           | 37            | [ 21 ] |
| 17 marzo     | Thriller †         | Michael Jackson           | 37            | [ 22 ] |
| 24 marzo     | Thriller †         | Michael Jackson           | 37            | [ 23 ] |
| 31 marzo     | Thriller †         | Michael Jackson           | 37            | [ 24 ] |
| 7 aprile     | Thriller †         | Michael Jackson           | 37            | [ 25 ] |
| 14 aprile    | Thriller †         | Michael Jackson           | 37            | [ 26 ] |
| 21 aprile    | Footloose          | Artisti vari              | 10            | [ 27 ] |
| 28 aprile    | Footloose          | Artisti vari              | 10            | [ 28 ] |
| 5 maggio     | Footloose          | Artisti vari              | 10            | [ 29 ] |
| 12 maggio    | Footloose          | Artisti vari              | 10            | [ 30 ] |
| 19 maggio    | Footloose          | Artisti vari              | 10            | [ 31 ] |
| 26 maggio    | Footloose          | Artisti vari              | 10            | [ 32 ] |
| 2 giugno     | Footloose          | Artisti vari              | 10            | [ 33 ] |
| 9 giugno     | Footloose          | Artisti vari              | 10            | [ 34 ] |
| 16 giugno    | Footloose          | Artisti vari              | 10            | [ 35 ] |
| 23 giugno    | Footloose          | Artisti vari              | 10            | [ 36 ] |
| 30 giugno    | Sports             | Huey Lewis and the News   | 1             | [ 37 ] |
| 7 luglio     | Born in the U.S.A. | Bruce Springsteen         | 4             | [ 38 ] |
| 14 luglio    | Born in the U.S.A. | Bruce Springsteen         | 4             | [ 39 ] |
| 21 luglio    | Born in the U.S.A. | Bruce Springsteen         | 4             | [ 40 ] |
| 28 luglio    | Born in the U.S.A. | Bruce Springsteen         | 4             | [ 41 ] |
| 4 agosto     | Purple Rain        | Prince e i The Revolution | 24            | [ 42 ] |
| 11 agosto    | Purple Rain        | Prince e i The Revolution | 24            | [ 43 ] |
| 18 agosto    | Purple Rain        | Prince e i The Revolution | 24            | [ 44 ] |
| 25 agosto    | Purple Rain        | Prince e i The Revolution | 24            | [ 45 ] |
| 1º settembre | Purple Rain        | Prince e i The Revolution | 24            | [ 46 ] |
| 8 settembre  | Purple Rain        | Prince e i The Revolution | 24            | [ 47 ] |
| 15 settembre | Purple Rain        | Prince e i The Revolution | 24            | [ 48 ] |
| 22 settembre | Purple Rain        | Prince e i The Revolution | 24            | [ 49 ] |
| 29 settembre | Purple Rain        | Prince e i The Revolution | 24            | [ 50 ] |
| 6 ottobre    | Purple Rain        | Prince e i The Revolution | 24            | [ 51 ] |
| 13 ottobre   | Purple Rain        | Prince e i The Revolution | 24            | [ 52 ] |
| 20 ottobre   | Purple Rain        | Prince e i The Revolution | 24            | [ 53 ] |
| 27 ottobre   | Purple Rain        | Prince e i The Revolution | 24            | [ 54 ] |
| 3 novembre   | Purple Rain        | Prince e i The Revolution | 24            | [ 55 ] |
| 10 novembre  | Purple Rain        | Prince e i The Revolution | 24            | [ 56 ] |
| 17 novembre  | Purple Rain        | Prince e i The Revolution | 24            | [ 57 ] |
| 24 novembre  | Purple Rain        | Prince e i The Revolution | 24            | [ 58 ] |
| 1º dicembre  | Purple Rain        | Prince e i The Revolution | 24            | [ 59 ] |
| 8 dicembre   | Purple Rain        | Prince e i The Revolution | 24            | [ 60 ] |
| 15 dicembre  | Purple Rain        | Prince e i The Revolution | 24            | [ 61 ] |
| 22 dicembre  | Purple Rain        | Prince e i The Revolution | 24            | [ 62 ] |
| 29 dicembre  | Purple Rain        | Prince e i The Revolution | 24            | [ 63 ] |

Note:
1. ↑  Ha raggiunto il numero uno anche nel 1983
2. ↑  Ha raggiunto il numero uno anche nel 1985